# Пьеррон, Пьер-Алексис
Пьер-Алекси́с Пьерро́н (фр. Pierre-Alexis Pierron; 17 июля 1814 года, Шамплит — 30 ноября 1878 года, Ролампон) — французский эллинист, известный своими переводами на французский язык Аристотеля, Марка Аврелия и биографий Плутарха.

## Публикации
Переводы:
- «Метафизика» Аристотеля (1840),
- «Театр» Эсхила (1841)
- «Мысли» Марка Аврелия (1843),
- биографии Плутарха (1843-1854).

Другие публикации:
- «История греческой литературы» (Histoire de la littérature grecque, 1850);
- «История древне-римской литературы» (Histoire de la littérature romaine, 1852).
- L’Iliade d’Homère, texte grec revu et corrigé… précédé d’une introduction; Paris, Lib. de L. Hachette et Cie, 1869.

Под всевдонимом «Капитан Жорас» (Capitaine Jorasse) опубликовал роман «Hautecombe» (1861).